# 闘鶏大山主
闘鶏大山主（つげのおおやまぬし、生没年不詳）とは、『日本書紀』に登場する古墳時代の豪族・闘鶏国造の一人。闘鶏稲置大山主命や国造大山主君とも。

## 概要
国造の一つである闘鶏国造の人物で、『日本書紀』には仁徳朝に氷を献じたと伝わる。

## 都祁の氷室
『日本書紀』巻第十一によると、仁徳天皇62年（推定375年）、額田大中彦皇子（ぬかた の おおなかつひこ の みこ）は闘鶏（つげ）に狩猟に出かけた折、野原の中に廬（いお）のようなものがあるのを発見して、人を遣わして報告させると、窟（むろ）だということだった。そこで、土地の支配者である闘鶏大山主を呼び出して、それが何であり、どのような目的で使用するものかを尋ねた（闘鶏」（つげ）は大和国山辺郡の地名で、奈良県旧都祁村、現奈良市に当たる）。
「因（よ）りて闘鶏稲置大山主（つけ の いなき おおやまぬし）を喚（め）して、問ひて曰（のたま）はく、
（額田：）『其（か）の野の中に有るは、何の窨（むろ）ぞ』（あの野の中にあるのは何のあなだ）とのたまふ。
（大山主：）啓（まう）して曰（まう）さく、『氷室なり』とまうす。
皇子の曰（のたま）はく、『其の蔵（をさ）めたるさま如何（いか）に。亦（また）奚（なに）か用（つか）ふ』（収蔵したさまはいかなるものなのか、また何に用いるのか）とのたまふ。
（大山主：）曰（まう）さく、『土を掘ること丈（ひとつゑ）余。草（かや）を以て其の上に蓋（ふ）く。敦（あつ）く茅荻（ちすすき）を敷きて、氷を取りて其の上に置く。（土を一丈(約3メートル)あまり掘り、草をその上に蓋としてかぶせて、厚くちがやや荻を敷いて、氷を取りその上に置きます。）
既に夏月（なつ）を経（ふ）るに泮（き）えず。其の用（つか）ふこと、即（すなは）ち熱き月に当りて、水酒に漬（ひた）して用（つか）ふ』（既に夏を越していますが、消えません。暑い月に水酒にひたして使います）とまうす」
以上のようなやりとりがあり、氷室にどのように氷を貯蔵すればよいのか理解した額田大中彦皇子は、其の氷を天皇に献上した。以後、朝廷では季冬（師走）には氷を貯蔵し、春分（如月）にくばるようになった、という。。
奈良市・京都市など全国の氷室神社では大山主は、額田大中彦皇子・仁徳天皇と並んで、祭神となっている。また、長屋王が氷室を持ち、牛乳を飲んでいたのは有名だが、都祁氷室を使用していたことが木簡から判明している。

## 祀る神社
- 氷室神社（奈良県奈良市春日野）